# Somebody That I Used to Know
«Somebody That I Used to Know» es una canción del cantante y compositor Gotye, que cuenta con la colaboración de la cantante neozelandesa Kimbra. Esta canción fue lanzada como segundo sencillo de su tercer álbum de estudio Making Mirrors, el 5 de julio de 2011.
El día 2 de septiembre del 2013 la revista Billboard publicó su lista Hot 100 55th Anniversary: The All-Time Top 100 Songs donde se ubicó en la posición n.º 29.

## Antecedentes
La canción fue compuesta por Gotye, y refleja sus experiencias vividas en relaciones amorosas. Tuvo gran aceptación de la crítica musical y se convirtió en todo un éxito en 2011 en varias partes del mundo, y particularmente en Australia, donde ha superado el récord de 8 semanas consecutivas en la primera posición que poseían los Savage Garden en el año 1997, con el sencillo «Truly Madly Deeply».

## Acusación de plagio
Gotye fue demandado por plagio después de que algunos expertos defendieran el gran parecido con la canción “Seville” (1967) del autor brasileño Luiz Bonfá. En 2013 el cantante australiano admitió haber plagiado parte de la canción de Luiz Bonfá. Llegó a un acuerdo con los herederos de Bonfá para cederles el 45% los beneficios de la canción y tuvo que pagarles cerca de 1 millón de dólares.
Anexo a esa demanda, el intro de este tema tuvo acusaciones por ser idéntico al de Under My Thumb de The Rolling Stones, publicada en Aftermath (1966), con créditos de Keith Richards y Mick Jagger. Originalmente, lo más característico de la canción es el sonido del bajo con efecto fuzz por parte del bajista Bill Wyman y Brian Jones tocando el riff con la marimba, el cual suena exactamente igual en Somebody That I Used to Know, pero con el tempo ligeramente más acelerado.

## Versiones
Fue versionada por la banda canadiense de indie Walk off the Earth con la que obtuvo el disco de platino en su país natal gracias a esta versión. Darren Criss y Matt Bomer realizaron su versión en un capítulo de la serie Glee. La banda de pop rock Mayday Parade junto al cantante Vic Fuentes también grabaron su versión la cual fue incluida en el compilado Punk Goes Pop 5, alcanzando el puesto número 18 en el Rock Songs de la Billboard.
El 1 de julio del 2012, apareció en la Final de la Eurocopa 2012, después de que España recibiera el trofeo. El 28 de septiembre del 2012, la banda de rock sinfónico Within Temptation presentó su versión en Q-Music Bélgica como parte del proyecto Within Temptation Friday.  El 14 de octubre del 2012, Shakira interpretó esta canción en un concierto en Baku Crystal Hall a sus 6 meses de embarazo.

## Video musical
El video fue dirigido, producido y editado por Natasha Pincus, imprimiéndole al clip, un recurso visual bien logrado. Empieza mostrando el pie de Gotye, imagen sube revelando que esta desnudo y comienza a cantar, poco a poco se va cubriendo su cuerpo a través de figuras en animación Stop motion, en donde Gotye le canta a Kimbra después de haber terminado una relación y lo trata como un extraño. Luego se denota como se va perdiendo la figura de Gotye en el fondo y como Kimbra se torna en un curso inverso, vuelve a su posición original y la pintura desaparece de su cuerpo, demostrando que ambos se han separado.

## Formatos
- Descarga digital

| «Somebody That I Used to Know» — Sencillo |                                |          |  |
| N.º                                       | Título                         | Duración |  |
| 1.                                        | «Somebody That I Used to Know» | 4:05     |  |

| «Somebody That I Used to Know» — Vinilo de 7" |                                |          |  |
| N.º                                           | Título                         | Duración |  |
| 1.                                            | «Somebody That I Used to Know» | 4:05     |  |
| 2.                                            | «Bronte»                       | 3:13     |  |

| «Somebody That I Used to Know» — Sencillo en CD |                                |          |  |
| N.º                                             | Título                         | Duración |  |
| 1.                                              | «Somebody That I Used to Know» | 4:05     |  |
| 2.                                              | «Easy Way Out»                 | 1:57     |  |

| «Somebody That I Used to Know» — Promo Remixes |                                                          |          |  |
| N.º                                            | Título                                                   | Duración |  |
| 1.                                             | «Somebody That I Used to Know» (Bibio Remix)             | 4:55     |  |
| 2.                                             | «Somebody That I Used to Know» (Miami Nights 1984 Remix) | 5:29     |  |

| Somebody That I Used to Know (Remixes) |                                                                       |          |  |
| N.º                                    | Título                                                                | Duración |  |
| 1.                                     | «Somebody That I Used to Know» (Thin Red Men Radio)                   | 3:56     |  |
| 2.                                     | «Somebody That I Used to Know» (Thin Red Men Club)                    | 6:27     |  |
| 3.                                     | «Somebody That I Used to Know» (Fabian Gray & Emanuele Remix)         | 7:41     |  |
| 4.                                     | «Somebody That I Used to Know» (DJ Kue Remix)                         | 5:13     |  |
| 5.                                     | «Somebody That I Used to Know» (LAZRtag Remix)                        | 6:19     |  |
| 6.                                     | «Somebody That I Used to Know» (Tiësto Remix)                         | 4:33     |  |
| 7.                                     | «Somebody That I Used to Know» (Remy Le Duc & Zen Freeman Remix)      | 6:09     |  |
| 8.                                     | «Somebody That I Used to Know» (dBerrie Remix)                        | 5:58     |  |
| 9.                                     | «Somebody That I Used to Know» (Serafin Minimal Remix)                | 6:06     |  |
| 10.                                    | «Somebody That I Used to Know» (Jakob Liedholm Remix)                 | 6:35     |  |
| 11.                                    | «Somebody That I Used to Know» (Erik Mota Remix)                      | 5:58     |  |
| 12.                                    | «Somebody That I Used to Know» (Lodato Cascade Remix)                 | 6:19     |  |
| 13.                                    | «Somebody That I Used to Know» (DJ Kurch Remix)                       | 5:28     |  |
| 14.                                    | «Somebody That I Used To Know» (Basslouder Bootleg & Dj Campillo Mix) | 7:24     |  |

## Posicionamiento en las listas

### Semanales
| País              | Lista                     | Mejor posición |             |
| 2011 - 2012       | 2011 - 2012               | 2011 - 2012    | 2011 - 2012 |
| ----------------- | ------------------------- | -------------- | ----------- |
| Alemania          | German Singles Chart      | 1              |             |
| Australia         | Australian Singles Chart  | 1              |             |
| Austria           | Ö3 Austria Top 75         | 1              |             |
| Bélgica (Flandes) | Ultratop 50               | 1              |             |
| Bélgica (Valonia) | Ultratop 50               | 1              |             |
| Brasil            | Hot 100 Airplay           | 20             |             |
| Canadá            | Canadian Hot 100          | 1              |             |
| Colombia          | Rock 20 Radioacktiva      | 1              |             |
| Dinamarca         | Tracklisten               | 1              |             |
| Escocia           | Scottish Singles Charts   | 1              |             |
| Eslovaquia        | Radio Top 100             | 1              |             |
| España            | Spanish Singles Chart     | 3              |             |
| España            | Los 40 Principales        | 1              |             |
| Estados Unidos    | Billboard Hot 100         | 1              |             |
| Estados Unidos    | Pop Songs                 | 1              |             |
| Estados Unidos    | Radio Songs               | 1              |             |
| Estados Unidos    | Digital Songs             | 1              |             |
| Estados Unidos    | Adult Pop Songs           | 1              |             |
| Estados Unidos    | Adult Contemporary        | 1              |             |
| Estados Unidos    | Dance/Club Play Songs     | 1              |             |
| Estados Unidos    | Latin Pop Songs           | 19             |             |
| Estados Unidos    | Rock Songs                | 1              |             |
| Finlandia         | Finnish Singles Charts    | 1              |             |
| Francia           | French Singles Chart      | 1              |             |
| Hungría           | Rádios Top 40             | 1              |             |
| Hungría           | Dance Top 40              | 1              |             |
| Irlanda           | Irish Singles Chart       | 1              |             |
| Israel            | Media Forest              | 1              |             |
| Italia            | Italian Singles Chart     | 1              |             |
| Japón             | Japan Hot 100             | 10             |             |
| México            | Mexico Airplay Chart      | 8              |             |
| Noruega           | Norwegian Singles Chart   | 2              |             |
| Nueva Zelanda     | New Zealand Singles Chart | 1              |             |
| Países Bajos      | Dutch Top 40              | 1              |             |
| Reino Unido       | UK Singles Chart          | 1              |             |
| República Checa   | Radio Top 100             | 1              |             |
| Suecia            | Swedish Singles Chart     | 1              |             |
| Suiza             | Swiss Single Chart        | 2              |             |

- Ver lista de predecesores y sucesores

| Anterior: «Someone like You» de Adele                                                       | Australian Singles Chart — Sencillo número uno 21 de agosto de 2011 — 9 de octubre de 2011                                           | Siguiente: «Mr. Know It All» de Kelly Clarkson                                                       |
| Anterior: «Boyfriend» de Justin Bieber                                                      | Canadian Hot 100 — Sencillo número uno 21 de abril de 2012 — 25 de febrero de 2012 10 de marzo de 2012 — 24 de marzo de 2012         | Siguiente: «Payphone» de Maroon 5 con Wiz Khalifa                                                    |
| Anterior: «Next to Me» de Emeli Sandé                                                       | Scottish Singles Chart — Sencillo número uno 3 de marzo de 2012 — 17 de marzo de 2012                                                | Siguiente: «Starships» de Nicki Minaj                                                                |
| Anterior: «Älä tyri nyt» de Jukka Poika                                                     | Finnish Singles Chart — Sencillo número uno Semana 16 de 2012 — Semana 18 de 2012                                                    | Siguiente: «Call Me Maybe» de Carly Rae Jepsen                                                       |
| Anterior: «Domino» de Jessie J                                                              | Irish Singles Chart — Sencillo número uno 2 de febrero de 2012 — 9 de febrero de 2012                                                | Siguiente: «Next to Me» de Emeli Sandé                                                               |
| Anterior: «Moves like Jagger» de Maroon 5 con Christina Aguilera                            | New Zealand Singles Chart — Sencillo número uno 12 de septiembre de 2011 — 24 de octubre de 2012                                     | Siguiente: «We Found Love» de Rihanna con Calvin Harris                                              |
| Anterior: «Titanium» de David Guetta con Sia                                                | UK Singles Chart — Sencillo número uno 18 de febrero de 2012 — 25 de febrero de 2012                                                 | Siguiente: «Hot Right Now» de DJ Fresh con Rita Ora                                                  |
| Anterior: «Should've Known Better» de Soluna Samay                                          | Tracklisten — Sencillo número uno 10 de febrero de 2012 — 30 de marzo de 2012                                                        | Siguiente: «I Can Be» de Ida                                                                         |
| Anteriores: «We Are Young» de Fun con Janelle Monáe «Payphone» de Maroon 5 con Whiz Khalifa | Digital Songs — Sencillo número uno 28 de abril de 2012 — 5 de mayo de 2012 12 de mayo de 2012 — 2 de junio de 2012                  | Siguientes: «Payphone» de Maroon 5 con Whiz Khalifa «Call Me Maybe» de Carly Rae Jepsen              |
| Anteriores: «Šrouby a matice» de Mandrage «Čekám na signál» de Nightwork                    | Radio Top 100 — Sencillo número uno                                                                                                  | Siguientes: «Čekám na signál» de Nightwork «Ma Cherie» de DJ Antoine                                 |
| Anterior: «Ai se eu te pego» de Michel Teló                                                 | French Singles Chart — Sencillo número uno 31 de marzo de 2012 — 26 de mayo de 2012                                                  | Siguiente: «Balada» de Gusttavo Lima                                                                 |
| Anterior: We Are Young de Fun con Janelle Monáe                                             | Billboard Hot 100 — Sencillo número uno 28 de abril de 2012 — 23 de junio de 2012                                                    | Siguiente: Call Me Maybe de Carly Rae Jepsen                                                         |
| Anteriores: «Hey Now» de Peter Bic Project «Hey Now» de Peter Bic Project                   | Radio Top 100 — Sencillo número uno                                                                                                  | Siguientes: «Stronger (What Doesn't Kill You)» de Kelly Clarkson «Call Me Maybe» de Carly Rae Jepsen |
| Anterior: «Hangover» de Taio Cruz con Flo Rida                                              | Ö3 Austria Top 75 — Sencillo número uno 13 de enero de 2012 — 20 de enero de 2012                                                    | Siguiente: «Ai se eu te pego!» de Michel Teló                                                        |
| Anteriores: «Kijk me na» de Keizer & De Munnik «Hou je dan nog steeds van mij» de Jan Smit  | Dutch Top 40 — Sencillo número uno 17 de septiembre de 2011 — 24 de septiembre de 2011 15 de octubre de 2011 — 22 de octubre de 2011 | Siguientes: «One Thousand Voices» de The Voice of Holland «Ik neem je mee» de Gers Pardoel           |
| Anterior: «Il nous faut» de Elisa Tovati & Tom Dice                                         | Ultratop 50 (Flandes) — Sencillo número uno 27 de agosto de 2011 — 12 de noviembre de 2011                                           | Siguiente: «I Follow Rivers» de Lykke Li                                                             |
| Anteriores: «Avant qu'elle parte» de Sexion d'Assaut «Le sens de la vie» de Tal             | Ultratop 50 (Valonia) — Sencillo número uno 28 de abril de 2012 — 5 de mayo de 2012 12 de mayo de 2012 — 16 de junio de 2012         | Siguientes: «Le sens de la vie» de Tal «Happiness» de Sam Sparro                                     |
| Anterior: «Euphoria» de Loreen                                                              | Swedish Singles Chart — Sencillo número uno 20 de abril de 2012 — 4 de mayo de 2012                                                  | Siguiente: «Dansa pausa» de Panetoz                                                                  |
| Anterior: «La notte» de Arisa                                                               | Italian Singles Chart — Sencillo número uno 29 de marzo de 2012 — 17 de mayo de 2012                                                 | Siguiente: «Cercavo amore» de Emma Marrone                                                           |

### Certificaciones
| País           | Organismo certificador | Certificación | Simbolización | Ref.   |
| -------------- | ---------------------- | ------------- | ------------- | ------ |
| Alemania       | BVMI                   | 5× Oro        | 5●            | [ 42 ] |
| Australia      | ARIA                   | 11× Platino   | 11▲           | [ 43 ] |
| Austria        | IFPI — Austria         | 2× Platino    | 2▲            | [ 44 ] |
| Bélgica        | BEA                    | 4× Platino    | 4▲            | [ 45 ] |
| Dinamarca      | IFPI — Dinamarca       | 3× Platino    | 3▲            | [ 46 ] |
| España         | PROMUSICAE             | Platino       | ▲             | [ 47 ] |
| Estados Unidos | RIAA                   | 14× Platino   | 14▲           | [ 48 ] |
| Finlandia      | IFPI — Finlandia       | Oro           | ●             | [ 49 ] |
| Italia         | FIMI                   | Multiplatino  | ▲             | [ 50 ] |
| México         | AMPROFON               | 5× Platino    | 5▲            | [ 51 ] |
| Nueva Zelanda  | RIANZ                  | 5× Platino    | 5▲            | [ 52 ] |
| Reino Unido    | BPI                    | 2× Platino    | 2▲            | [ 53 ] |
| Suecia         | IFPI — Suecia          | Platino       | ▲             | [ 54 ] |
| Suiza          | IFPI — Suiza           | 3× Platino    | 3▲            | [ 55 ] |

### Anuales
| Alemania          | German Singles Chart        | 4 |
| Australia         | Australian Singles Chart    | 2 |
| Bélgica (Flandes) | Ultratop 50                 | 1 |
| Canadá            | Canadian Hot 100            | 1 |
| Colombia          | Rock 50 Radioacktiva        | 1 |
| Estados Unidos    | Billboard Hot 100           | 1 |
| Nueva Zelanda     | New Zealand Singles Chart   | 3 |
| Países Bajos      | Dutch Top 40                | 3 |
| Reino Unido       | The Official Charts Company | 1 |

## Premios y nominaciones
El sencillo «Somebody That I Used to Know» fue nominado en distintas ceremonias de premiación. A continuación, una lista de las candidaturas que obtuvo:
| Año  | Ceremonia de premiación | Premio                                      | Resultado | Ref.   |
| ---- | ----------------------- | ------------------------------------------- | --------- | ------ |
| 2011 | ARIA Music Awards       | Mejor vídeo                                 | Ganador   | [ 64 ] |
| 2011 | ARIA Music Awards       | Ingeniería del año                          |           | [ 64 ] |
| 2011 | ARIA Music Awards       | Productor del año                           |           | [ 64 ] |
| 2011 | ARIA Music Awards       | Mejor artista masculino                     |           | [ 64 ] |
| 2011 | ARIA Music Awards       | Mejor lanzamiento pop                       |           | [ 64 ] |
| 2011 | ARIA Music Awards       | Sencillo del año                            |           | [ 64 ] |
| 2012 | APRA Music Awards       | Canción del año                             | [ 65 ]    |        |
| 2012 | APRA Music Awards       | Trabajo australiano más reproducido         | [ 65 ]    |        |
| 2012 | Teen Choice Awards      | Mejor canción rock                          | Nominado  | [ 66 ] |
| 2012 | Teen Choice Awards      | Mejor canción de ruptura                    | [ 67 ]    |        |
| 2012 | MTV Video Music Awards  | Vídeo del año                               | [ 68 ]    |        |
| 2012 | MTV Video Music Awards  | Mejor edición                               | [ 68 ]    |        |
| 2012 | MTV Europe Music Awards | Mejor canción                               | [ 69 ]    |        |
| 2013 | Premios Grammy de 2013  | Grabación del año                           | Ganador   | [ 70 ] |
| 2013 | Premios Grammy de 2013  | Mejor interpretación vocal de pop dúo/banda |           | [ 70 ] |